# Broadcast multicast service center
Broadcast multicast service center és una entitat funcional dins de l'arquitectura MBMS, que proporciona el rang de funcions relacionades amb el subministrament de serveis MBMS. Per exemple, el control d'accés dels usuaris al servei.